# Monte Cicoli
Monte Cicoli (275 m s.l.m.) è situato in località Casino di Transo tra i comuni di Mondragone e Sessa Aurunca.
Chiude sulla costa la catena montuosa che va dal Monte Massico (813 m s.l.m.) al Monte Petrino (431 m s.l.m.), sulla cui sommità si erge la Rocca Montis Dragonis, giungendo al Monte Crestagallo (438 m s.l.m.) sulla cui sommità si trova il monastero di Sant'Anna de aquis vivis.
Sulla cima del monte Cicoli vi sono i resti di un vecchio osservatorio della Marina militare.
Da quel punto si può osservare l'intero Golfo di Gaeta e la piana del Garigliano.